# Kattehosur, Holenarsipur
Kattehosur là một làng thuộc tehsil Holenarsipur, huyện Hassan, bang Karnataka, Ấn Độ.